# Hemiceras stigmata
Hemiceras stigmata är en fjärilsart som beskrevs av Felix Bryk 1953. Hemiceras stigmata ingår i släktet Hemiceras och familjen tandspinnare. Inga underarter finns listade i Catalogue of Life.